# اطلاعات دختران و پسران
اطلاعات دختران و پسران (نام‌های قبلی: اطلاعات کودکان، اطلاعات دانش‌آموز) یک نشریه ویژۀ کودکان و نوجوانان بود که مؤسسه اطلاعات ناشر آن بود. با فاصلۀ کمتر از ۳ ماه پس از انتشار کیهان بچه‌ها توسط مؤسسه کیهان، نخستین شمارۀ اطلاعات کودکان در ۲۸ اسفند ۱۳۳۵ به صاحب‌امتیازی عباس مسعودی منتشر شد. «مؤسسۀ اطلاعات، با بهره‌گیری از امکانات خوب مالی و فنی، توانست این مجله را با مطالب تصویری فراوان و صفحه‌های چهاررنگ، برای گروه‌های سنّی کودک و نوجوان منتشر کند.» 
مجله اطلاعات دختران و پسران در اوایل دهه ۴۰ مجله قابل قبولی بود، اما این مجله مثل کیهان بچه ها به تالیف ایرانی توجه نداشت. پرویز قاضی سعید یکی از
نویسندگان این مجله بود که داستان های  پلیسی با شخصیتی به نام « لاوسون» می نوشت. چند تا لاوسون نوشت تا خسته شد واو را طی حادثه ای کشت. بعد به او خبر دادند چه نشستی تیراژ مجله با کشتن لاوسون پائین آمد. قاضی سعید از چند شماره بعد لاوسون دیگری نوشت وگفت :ببخشید اشتباه شده بود! به این موضوع روزنامه شرق مورخ ۲۹ دی ماه ۱۳۹۳ در گفت و گو با کاوه میر عباسی نویسنده رمان «سین مثل سودابه» نیز اندک اشاره ای دارد.